# Conséquences de la pandémie de Covid-19 sur les personnes âgées
Pour un article plus général, voir Conséquences de la pandémie de Covid-19.
Les adultes âgés ont couru un risque accru de développer une maladie grave et débilitante du fait du Covid-19, d'après l'Organisation mondiale de la santé, en raison des changements physiologiques associés au vieillissement, de la diminution des fonctions immunitaires et de la multi-morbidité, ainsi que de la coexistence de divers facteurs de risque (sanitaires, psychosociaux et économiques).
La pandémie de Covid-19 a accentué l'exclusion et les préjugés à l'égard des personnes âgées. La crise a mis en évidence un discours public sur le vieillissement qui remet en question la valeur de la vie des personnes âgées et ignore leurs contributions à la société,.
Le phénomène de la précarisation générale des personnes âgées par l'évolution des protocoles médicaux et des discours médiatiques et politiques dans certains pays occidentaux a été qualifié d'euthanasie post-humaniste et d'incitation au suicide assisté des personnes âgées.

## Facteurs de risque
La vieillesse s'étend sur quatre décennies (de 65 à 105 ans) et les individus diffèrent énormément au cours de cette période. Par exemple, les données italiennes estiment le taux de mortalité de la COVID-19 chez les adultes âgés de 60 à 69 ans à 3-4%, mais à 20% chez les personnes âgées de 80 ans et plus. 

### Fragilité sociale
Le risque de complications graves et de mortalité lié à COVID-19 reflète la vulnérabilité et la présence de maladies chroniques, dont les taux augmentent avec l'âge. En raison de ces maladies chroniques, les efforts déployés pour protéger les personnes âgées fragiles contre le virus peuvent générer d'autres problèmes de santé. Lors des ordonnances de maintien à domicile, les personnes âgées peuvent ne pas recevoir les thérapies et les traitements nécessaires pour maîtriser d'autres maladies et handicaps. De même, les personnes âgées qui résident dans des maisons de retraite courent un grand risque de contracter le COVID-19 et ont besoin de précautions et de protocoles renforcés pour protéger leur santé. Par exemple, les établissements peuvent fournir des quartiers séparés aux résidents de quarantaine qui sont exposés à la maladie. 
La pandémie a également mis en évidence les inégalités que crée l'intersection de divers facteurs socio-démographiques. Par exemple, les réfugiés, les migrants, les prisonniers, les personnes sans domicile fixe, celles qui vivent dans des zones rurales ou défavorisées, ou les personnes sans soutien social peuvent être confrontés à des défis supplémentaires. Les personnes qui vivent dans des environnements regroupés, comme les établissements médico-sociaux, sont plus exposées aux risques de contagion, et le manque de ressources et d'équipements de protection individuelle dans ce cadre aggrave le problème. Selon le New York Times, aux États-Unis, au moins 28 000 résidents et travailleurs sont morts du COVID-19 dans les maisons de retraite, ce qui représente un tiers du total des décès au 11 mai. 
La même situation est observée en Italie, où 6 773 personnes sont mortes dans des maisons de retraite. Sur ce total, 40 % ont été liés au COVID-19, et l'évaluation ne porte que sur un tiers de la structure de soins résidentiels du pays. Les cas dans les maisons de retraite sont aggravés par des conditions initiales compliquées, telles que des normes de soins douteuses ou un manque de personnel dans les établissements de soins qui augmente le risque de soins inappropriés (Organisation mondiale de la santé, 2020).

### Risques liés aux retrait de services aux personnes âgées
La distanciation sociale a créé un risque immédiat d'isolement social, en particulier pour les personnes âgées qui dépendent des soins et qui ont déjà des possibilités limitées de bénéficier dans les ressources de la communauté. De nombreuses personnes âgées qui dépendaient des services sociaux officiels ont vu leurs services modifiés, réduits ou annulés de manière abrupte. En Finlande, la fermeture des services d'assistance, tels que la réadaptation physique, signifie qu'ils n'étaient disponibles que de manière très limitée ou qu'ils ont été complètement annulés, laissant les personnes âgées et leurs aidants familiaux avec très peu d'aide. 
En Irlande, le Health Service Executive (2020) a lancé une révision nationale des services de soutien à domicile au début de la période de fermeture, qui a entraîné la suspension des soins à domicile pour 11 300 personnes âgées ; beaucoup n'avaient d'autre choix que de s'en remettre aux membres de leur famille ou de payer pour des services bénévoles alternatifs.
En Angleterre, le gouvernement a légiféré pour que les autorités locales puissent temporairement se soustraire à leurs obligations principales en matière d'évaluation et de soutien des besoins des personnes âgées en matière de soins. Un petit nombre d'autorités locales dans les grandes zones urbaines ont mis en œuvre cette mesure, suscitant des inquiétudes quant à la manière dont les utilisateurs de services pour personnes âgées pourraient être privés de soutien pendant cette période. Comme en Finlande et au Royaume-Uni, les aides communautaires telles que les centres de jour en Irlande ont fermé leurs portes.
L'augmentation de l'isolement social lié aux mesures de confinement a été dénoncé comme un facteur aggravant des effets de l'âge, en raison de l'isolement social provoqué. Ceci a été considéré comme l'un des effets invisibles des mesures sanitaires.

### Risques d'exclusion sociale et d'abandon
On ne saurait trop insister sur les conséquences des changements de routine, combinées au stress que représente le fait d'essayer de comprendre ce qui se passe pour une personne souffrant de troubles de la mémoire ou de démence. Les personnes âgées ayant des difficultés de mobilité, par exemple, n'ont pas pu bénéficier de périodes journalières d'exercice physique en raison du manque de soutien. Il est évident que dans de nombreux pays, l'accès aux produits de première nécessité, tels que la nourriture et l'argent, était une préoccupation importante pour de nombreuses personnes âgées, aggravée pour celles qui n'avaient pas le soutien de leur famille ou de leurs amis proches. Parallèlement, il existe un risque d'augmentation des incidents de violence domestique dans ces conditions d'isolement, en particulier pour les victimes âgées qui ont été rendues invisibles.
La pandémie de COVID-19 a des conséquences sur le suicide des personnes âgées, notamment en augmentant la prévalence des facteurs de risque connus de suicide, mais aussi les mesures de contrôle du virus, tels que les quarantaines et les confinements, qui augmentent l'isolement et la vulnérabilité. Les pays sont confrontés à la crise pandémique en plus de leurs propres défis - économiques, politiques et catastrophes naturelles. Toutefois, la prévention du suicide chez les personnes âgées présente des éléments communs : diffusion accessible d'informations précises, promotion de l'auto-assistance (en) (en) et de l'adaptation positive (positive coping), réduction de l'isolement grâce à la technologie et développement de la télémédecine.
Alors que de nombreuses personnes se sont tournées vers la technologie numérique pour rester en contact avec leur famille et leurs amis, certaines personnes âgées ont connu les inégalités associées à l'exclusion numérique en raison de leur faible niveau de culture numérique, du fait qu'elles vivent dans des zones mal connectées ou qu'elles n'ont tout simplement pas accès à la technologie nécessaire pour se connecter. La mise en place de systèmes informatiques et d'une infrastructure numérique, accessible aux personnes âgées, et le développement de l'habileté numérique pour cette tranche de population, ont été citées comme solutions face pour prévenir les risques psychosociaux crises de santé futures.

### Phénomène de glissement dû aux mesures sanitaires
L'isolement social a été cité comme une cause de décès pour un certain nombre de personnes âgées hébergées dans des établissements de soin de longue durée aux États-Unis. Le phénomène est bien plus difficile à suivre que le nombre de décès liés au Covid-19 car il est inhabituel de citer l'isolement comme cause officielle de décès.
Une étude sur une maison de soins infirmiers de la région de Chicago a révélé que de décembre 2019 à fin avril 2020, deux tiers des résidents avaient perdu du poids, parfois de manière spectaculaire - un changement que les chercheurs ont attribué à la réduction des interactions sociales, à l'arrêt des visites familiales et aux changements d'horaires dus à la pandémie.
Le confinement, l'isolement social et le manque de stimulation externe alimentent également le déclin cognitif et la dépression, qui à leur tour augmentent le risque d'hypertension, de maladie cardiaque et d'accident vasculaire cérébral, selon le Dr Louise Aronson, gériatre et professeur de médecine à l'Université de Californie, à San Francisco.
Un enfermement strict et prolongé peut altérer considérablement la santé des résidents. Joshua Uy, professeur associé à l'école de médecine Perelman de l'université de Pennsylvanie a déclaré qu'il avait vu certains patients perdre rapidement la capacité d'effectuer des tâches de base - comme se tenir debout, se nourrir et avaler en toute sécurité - alors qu'ils étaient confinés dans leur chambre. Les restrictions liées au Covid-19 sont particulièrement douloureuses lorsque les résidents eux-mêmes ne peuvent pas comprendre pourquoi les membres de leur famille ont cessé de leur rendre visite. Plus de la moitié des résidents des maisons de soins infirmiers souffrent de troubles cognitifs modérés ou graves dus à la maladie d'Alzheimer, à la démence et à d'autres affections, selon les centres de services Medicare et Medicaid.

## Inégalités et âgisme
L'âgisme est néfaste et a des conséquences néfastes pour les personnes de tous âges. Les politiques et les mesures fondées uniquement sur l'âge chronologique ne tiennent pas compte des différences individuelles et de l'intersection des différents facteurs sociaux, économiques et sanitaires qui engendrent la vulnérabilité et le besoin de soutien. Par exemple, les politiques de confinement basées sur l'âge, développées pour limiter la transmission de COVID-19, créent un double écueil :
- Elles libèrent la population jeune de toute responsabilité, créant l'illusion que les jeunes ne sont pas affectés, sont invincibles et n'ont pas de rôle à jouer dans le confinement.
- Les politiques et les déclarations officielles fondées sur la chronologie renforcent le fait que la vieillesse est vulnérable et dépendante

### Effet de la description d'une maladie ne touchant que les adultes âgés
La description initiale de la pandémie comme ne touchant que les adultes âgés a exposé la société à une propagation plus importante de la maladie contagieuse. Elle a conduit, par exemple, des jeunes à faire la fête pendant le Spring Break américain, à se rassembler dans des fraternités universitaires, à assister à des fêtes au Japon après avoir été dans des pays européens à haut risque et à passer de la zone rouge au nord de l'Italie au sud où le virus était jusqu'alors moins répandu.
Outre la présentation erronée de la COVID-19 comme un « problème de personnes âgées », de nombreux pays ont choisi d'imposer des restrictions plus strictes aux personnes âgées, leur ordonnant de rester à l'intérieur pendant la pandémie. Ces restrictions exacerbent le problème de longue date de l'isolement des personnes âgées et les conséquences sanitaires de la déconnexion sociale qui existait avant la pandémie.
Dans une ville canadienne, les personnes âgées de plus de 70 ans ont été encouragées à s'inscrire au « registre des personnes vulnérables ». Dans une autre province, de nombreux adultes en bonne santé âgés de 70 ans et plus ont été la cible d'attitudes condescendantes lorsqu'ils se promènaient, se faisant dire qu'ils ne devraient pas être dehors.

### Effet des déclarations fondées sur l'âge chronologique comme facteur de fragilité
L'utilisation du hashtag #BoomerRemover (éliminateur de Baby Boomer) a valorisé le virus pour avoir aidé à réduire les dépenses publiques consacrées aux personnes âgées : l'emploi de ce mème a été considéré comme le reflet d'un manque général d'empathie de la part de la génération des millenials.
Aux États-Unis, le lieutenant-gouverneur du Texas a déclaré que les grands-parents devraient envisager de se sacrifier pour le plus grand bien de l'avenir de leurs enfants ; au Royaume-Uni, la mort de personnes âgées due au COVID-19 a été signalée comme étant bénéfique pour l'économie, car « l'élimination des personnes âgées dépendantes » (Warner, 2020, cité dans Human Rights Watch, 2020) fait écho à des sentiments datant de près de dix ans selon lesquels une pandémie touchant les personnes âgées serait bénéfique. Ces hypothèses âgistes accentuent la colère intergénérationnelle et l'utilisation de discours de haine en opposant les jeunes aux personnes âgées.

## Pratiques médicales de gestion de la fin de vie et questionnement éthique

### Triage médical des personnes âgées malades
Comme l'Italie a l'une des populations les plus âgées du monde, le nombre de décès a été particulièrement élevé lors de la première vague de COVID-19 (au 27 mars, 56 % des cas signalés en Italie avaient plus de soixante ans). Le fait que la pandémie était concentrée dans une seule région a créé un débordement et un besoin de triage. Dans le nord de l'Italie, comme l'ont démontré les rapports (pour la plupart anonymes) parus dans les journaux, les médias sociaux et même les revues médicales internationales, le triage devenait une réalité.
Les pratiques de triage variaient selon les hôpitaux, mais les seuils d'âge sont passés de quatre-vingts à soixante-quinze ans (voire moins) au plus fort de l'épidémie. Les médecins qui parlaient ouvertement des décisions auxquelles ils étaient confrontés étaient poursuivis par leur hôpital. Lorsque les directives de triage ont finalement été publiées, elles ont été sévèrement critiquées.
En revanche, l'approche française s'est largement appuyée sur des lignes directrices non publiques. Alors que l'âge ne pouvait en principe pas être utilisé comme critère discriminatoire, un âge limite d'accès à un lit de soins intensifs a été établi de facto dans les régions les plus touchées (Grand Est et Ile de France), comme l'a signalé la communauté médicale.
Apparemment, le triage au chevet des patients était moins répandu qu'un triage informel en amont, effectué en refusant de transférer les patients âgés vers une unité spécial Covid (ou même parfois vers un hôpital). Pendant longtemps, Jérôme Salomon, le directeur général français de la santé, a évité de donner des statistiques sur les décès liés aux COVID dans les EHPAD, bien que ceux-ci représentent plus d'un tiers de l'ensemble des décès.
Le triage se faisait de facto au niveau du premier intervenant (SAMU). Un argument médical parfois invoqué était que les personnes âgées ne se portaient pas bien avec un respirateur (une politique informelle similaire existe concernant les personnes handicapées - en particulier celles qui sont en institution - qui souvent ne sont pas transférées à l'hôpital). En effet, le SAMU français a été critiqué pour avoir utilisé un système de notation spécifique (« Aggir ») évaluant l'autonomie et la dépendance des patients avant d'autoriser un transfert.
Plusieurs associations, représentant les maisons de retraite ou la communauté des personnes handicapées, ont fait appel à la plus haute juridiction de la nation (Conseil d'État) pour l'absence de protocoles clairs visant à garantir l'égalité d'accès aux ressources de soins. Le Conseil d'État a répondu en citant les différentes lignes directrices, en faisant valoir qu'il existait des protocoles et qu'aucune discrimination liée à l'âge ou au handicap n'avait été prouvée.
La différence d'approche entre l'Italie et la France a été interprétée comme une forme de paternalisme médical. Le contrôle éthique, en particulier dans le cadre clinique, resterait entre les mains de l'establishment médical, ce qui conduirait plus à une autorégulation des experts qu'à un quelconque contrôle externe.

### Controverses concernant des pratiques d'euthanasie actives ou passives
Des débats ont été suscité dans divers pays d'Europe et aux USA, concernant la pratique de l'euthanasie pour alléger le fardeau du coronavirus sur des services de santé déjà débordés.

#### États-Unis d'Amérique

##### Évènements
Le 22 mars 2020, Donald Trump a déclaré sur Twitter que : « Nous ne pouvons pas laisser le remède être pire que le problème lui-même » et a laissé entendre qu'il était prêt à mettre fin au confinement et à rouvrir l'économie avant que le virus ne soit totalement maîtrisé.  
Quelques jours plus tard, Dan Patrick, le lieutenant-gouverneur républicain du Texas, a déclaré à la chaîne de télévision Fox News, que les Américains de plus de 70 ans seraient heureux de mourir pour que « l'économie » soit rouverte.  
Le 15 avril, le Dr Mehmet Oz, médecin célèbre et conseiller informel de Trump, est apparu sur la même chaîne pour apporter sa contribution à cet appel, et a suggéré que les écoles soient ouvertes pour aider le pays à revenir à la normale, car « seulement 2 à 3 % de personnes supplémentaires pourraient mourir ». Dans une population de 320 millions d'êtres humains ravagée par une maladie hautement contagieuse qui avait déjà tué plus de 88 000 personnes, ces 2 à 3 % équivalent à des milliers de vies supplémentaires perdues.  
Comme l'explique le journaliste Chauncey DeVega dans un article sans détour pour Salon, « Donald Trump et le parti républicain sont désormais ouvertement disposés à sacrifier les Américains qu'ils considèrent comme des mangeurs inutiles » dans le but de « sauver le capitalisme ».  

##### Lien avec le posthumanisme et le suicide assisté
Dans les années 1980, le nom du Dr Jack Kevorkian était synonyme, aux USA, du phénomène du suicide assisté. Dans le livre, il a soutenu que le placement de parents et de grands-parents âgés dans des maisons de retraite, loin de leur famille, était un prélude à ce phénomène de « meurtre par compassion », preuve d'une culture de la jeunesse perpétuelle, tout comme la pratique généralisée du don et de la transplantation d'organes, autant d'éléments qui pointaient vers la formation de ce qu'il a appelé dans son livre « le corps posthumain ».  
Dans son livre, Corpus Anarchicum : Political Protest, Suicidal Violence, and the Making of the Posthuman Body (2012), Hamid Dabashi, professeur en études iraniennes et en littérature comparée à l'université de Colombia, explique comment le phénomène de la violence suicidaire repose sur une transmutation bien plus répandue du corps humain en une entité jetable, évidente dans un large éventail de pratiques contemporaines allant du génie génétique à l'avortement, en passant par la transplantation d'organes, le suicide assisté par un médecin, et finalement l'eugénisme et l'euthanasie.  

#### Espagne
La région de Catalogne, dans le nord-est de l'Espagne, a connu une pression médicale due à l'afflux de cas de Covid-19, début 2020. Selon le journal régional La Vanguardia, un document recommandait également que les médecins n'utilisent pas de respirateurs pour les patients de plus de 80 ans et en outre que les victimes extrêmement malades de COVID-19 soient autorisées à mourir chez elles plutôt que d'être transportées à l'hôpital,.
Alfons López Tena (es) a écrit dans un tweet : « Le gouvernement catalan décide de laisser mourir les patients atteints de coronavirus qui ont moins d'années à vivre, [et recommande] de ne pas hospitaliser les patients qui ne présentent que peu d'avantages ». Les personnes âgées et celles souffrant de maladies préexistantes recevront de la morphine pour éviter « la futilité des soins de santé », a-t-il ajouté,.

#### France
En France, les médias sociaux ont suscité une polémique au sujet d'un décret publié le 28 mars 2020, autorisant la prescription du clonazépam (Rivotril) (en cas de risque de pénurie de midazolam) sous forme injectable à certains patients atteints du Covid-19, au sujet d'une « légalisation de l'euthanasie ».
Selon plusieurs médecins français, les services médicaux se sont trouvés devant l'obligation de choisir quelle personne soumettre à la réanimation, entraînant la possible « tentation de l'euthanasie » en l'absence de médicaments destinés à soulager la fin de vie.
Le président de la Société française de gériatrie et de gérotologie, le professeur Guérin a expliqué que l'administration des soins de fin de vie n'est pas la même chose que l'euthanasie ou le fait de hâter la mort d'un patient.
Selon lui, la sédation profonde est un moyen de « modifier profondément la conscience » d'un patient en utilisant « un médicament sédatif avec des dosages appropriés », et est « l'évolution naturelle de la maladie ».

#### Suède
Le journal Dagensmedicin a publié en juin 2020 une interview du docteur Shahidul Islam, pour qui utiliser des médicaments palliatifs comme la morphine, le midazolam et l'halopéridol, selon les directives du Conseil national de la santé et du bien-être du 3 avril 2020 ayant recommandé ces médicaments pour les soins palliatifs du Covid-19 en Suède, comporte un risque d’accélérer la mort du patient, menant de fait à la ressemblance avec une pratique euthanasique.
Celui-ci dénonce le risque d'une extrapolation des soins palliatifs du cancer et de l'insuffisance cardiaque et leur application au Covid-19, conduisant de fait à une détérioration plus rapide de l'état des patients âgés fatigués, le tout afin de réduire le « stress éthique » subi par le professionnels de santé au cours de la crise sanitaire.
Yngve Gustafsson, spécialiste en gériatrie à l'université d'Umea, a déclaré au BMJ que la proportion de personnes âgées en soins respiratoires au niveau national était plus faible qu'à la même époque un an auparavant, même si les personnes de plus de 70 ans étaient les plus touchées par le Covid-19. Il s'est lui aussi dit horrifié par la pratique des médecins qui prescrivent par téléphone un « cocktail palliatif (en) » aux personnes âgées malades dans les maisons de soins,,.
« Les personnes âgées reçoivent régulièrement de la morphine et du midazolam, qui sont des inhibiteurs respiratoires », a-t-il déclaré au journal Svenska Dagbladet, « c'est de l'euthanasie active, c'est le moins qu'on puisse dire »,,.

Des rapports en provenance de Suède indiquent que les patients âgés atteints de covid-19 n'ont pas seulement été privés d'un traitement vital dans les hôpitaux, mais que dans certains cas, ils ont été poussés vers la mort dans des maisons de retraite. Selon le journal Bioedge,,:
   Les autorités sanitaires ont reçu de nombreuses plaintes sur la façon dont les parents âgés étaient traités. Un thème récurrent est que les résidents des maisons de retraite dont on soupçonnait la présence de Covid-19 étaient immédiatement placés en soins palliatifs et recevaient de la morphine, et se voyaient refuser l'oxygène supplémentaire, les liquides intraveineux et la nutrition. Pour beaucoup, il s'agissait en fait d'une condamnation à mort,,.

## Conséquences sur les droits des personnes âgées
La suspension, la réduction ou l'annulation de services ont eu des ramifications sur les droits des personnes âgées. Leurs droits à l'autodétermination et à l'autonomie ont été compromis car ils n'ont guère eu la possibilité de s'exprimer sur l'imposition des mesures d'isolement et les changements ou l'annulation de services associés, introduits sur la base d'une évaluation générale des besoins. 

## Mesures de prévention des risques
A Singapour, des programmes et activités destinés aux personnes âgées ont été mis en ligne, avec des vidéos sur Internet réalisée par le gouvernement pour proposer aux personnes âgées diverses activités de remise en forme et de cuisine à domicile. On[Qui ?] a également incité les personnes âgées à suivre des cours en ligne.